# Marit Bjørgen
Marit Bjørgen (n. 21 martie 1980, Trondheim, Norvegia) este o schioară de fond norvegiană, medaliată olimpică. A participat la 5 ediții ale Jocurilor Olimpice (2002, 2006, 2010, 2014, 2018) în care a câștigat 6 medalii de aur, 3 medalii de argint și o medalie de bronz.